# Cardonnette
Cardonnette est une commune française située dans le département de la Somme en région Hauts-de-France.

## Géographie

### Localisation
Cardonnette est un village picard de l'Amiénois.
À vol d'oiseau, la localité est située à 6 km au sud-est de Villers-Bocage
8 km au nord-est d'Amiens, 12 km au nord-ouest de Corbie et à 48 km au sud-ouest d'Arras.
Le territoire de la commune est limitrophe de ceux de cinq communes.
Les communes limitrophes sont  Allonville, Coisy, Poulainville, Rainneville et Saint-Gratien.

### Hydrographie
La commune est située dans le bassin Artois-Picardie. Elle n'est drainée par aucun cours d'eau.

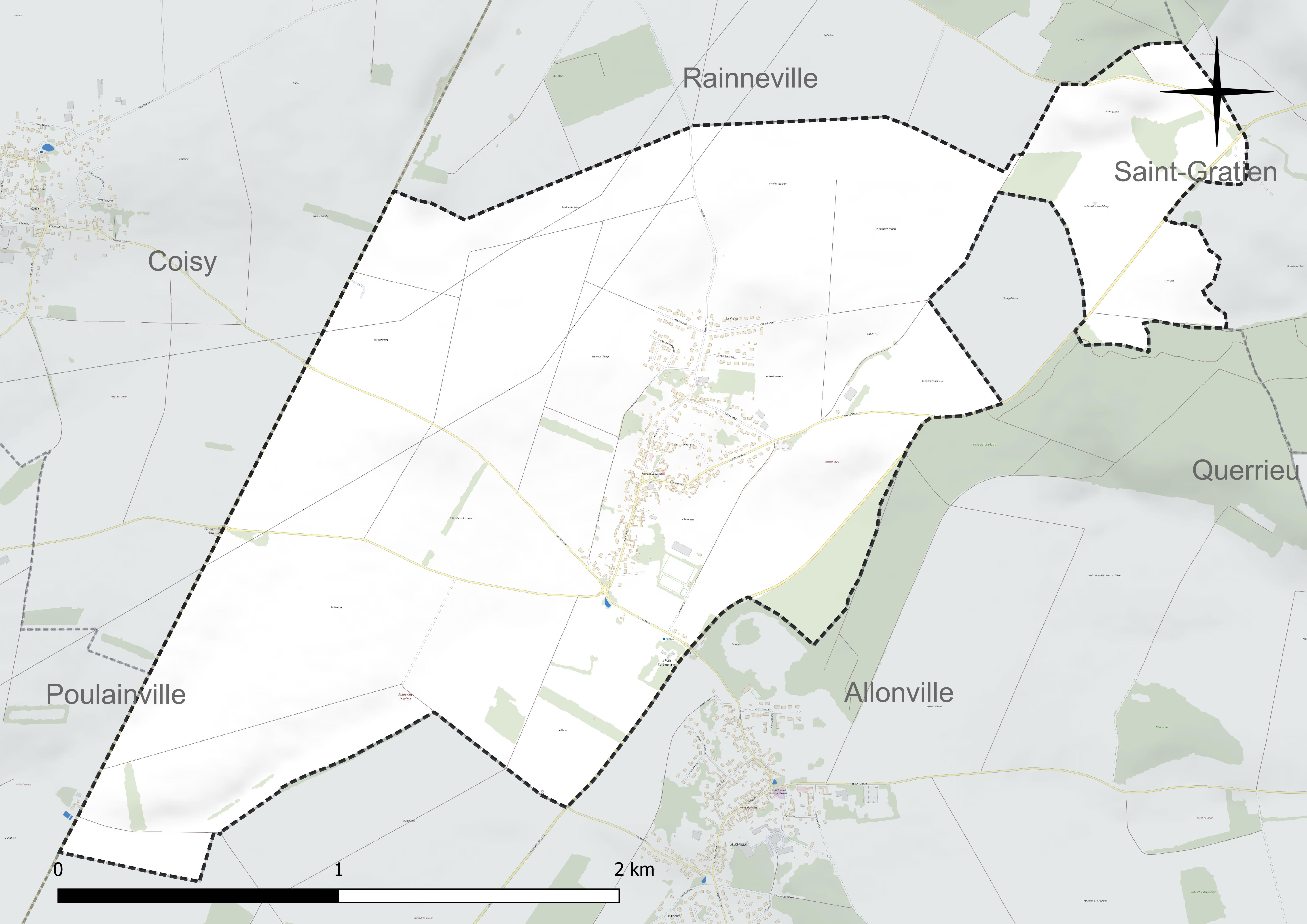
Réseau hydrographique de Cardonnette.

### Climat
Pour des articles plus généraux, voir Climat des Hauts-de-France et Climat de la Somme.
En 2010, le climat de la commune est de type climat océanique dégradé des plaines du Centre et du Nord, selon une étude du CNRS s'appuyant sur une série de données couvrant la période 1971-2000. En 2020, Météo-France publie une typologie des climats de la France métropolitaine dans laquelle la commune est exposée à un climat océanique et est dans la région climatique Nord-est du bassin Parisien, caractérisée par un ensoleillement médiocre, une pluviométrie moyenne régulièrement répartie au cours de l'année et un hiver froid (3 °C).
Pour la période 1971-2000, la température annuelle moyenne est de 10,4 °C, avec une amplitude thermique annuelle de 13,9 °C. Le cumul annuel moyen de précipitations est de 753 mm, avec 12,2 jours de précipitations en janvier et 8,9 jours en juillet. Pour la période 1991-2020, la température moyenne annuelle observée sur la station météorologique la plus proche, située sur la commune de Glisy à 9 km à vol d'oiseau, est de 11,1 °C et le cumul annuel moyen de précipitations est de 646,6 mm,. Pour l'avenir, les paramètres climatiques de la commune estimés pour 2050 selon différents scénarios d'émission de gaz à effet de serre sont consultables sur un site dédié publié par Météo-France en novembre 2022.

## Urbanisme

### Typologie
Au 1er janvier 2024, Cardonnette est catégorisée bourg rural, selon la nouvelle grille communale de densité à sept niveaux définie par l'Insee en 2022.
Elle est située hors unité urbaine. Par ailleurs la commune fait partie de l'aire d'attraction d'Amiens, dont elle est une commune de la couronne,. Cette aire, qui regroupe 369 communes, est catégorisée dans les aires de 200 000 à moins de 700 000 habitants,.

### Occupation des sols
L'occupation des sols de la commune, telle qu'elle ressort de la base de données européenne d'occupation biophysique des sols Corine Land Cover (CLC), est marquée par l'importance des territoires agricoles (91,3 % en 2018), une proportion sensiblement équivalente à celle de 1990 (92 %). La répartition détaillée en 2018 est la suivante : 
terres arables (91,2 %), zones urbanisées (6 %), forêts (2,2 %), milieux à végétation arbustive et/ou herbacée (0,6 %). L'évolution de l'occupation des sols de la commune et de ses infrastructures peut être observée sur les différentes représentations cartographiques du territoire : la carte de Cassini (XVIIIe siècle), la carte d'état-major (1820-1866) et les cartes ou photos aériennes de l'IGN pour la période actuelle (1950 à aujourd'hui).

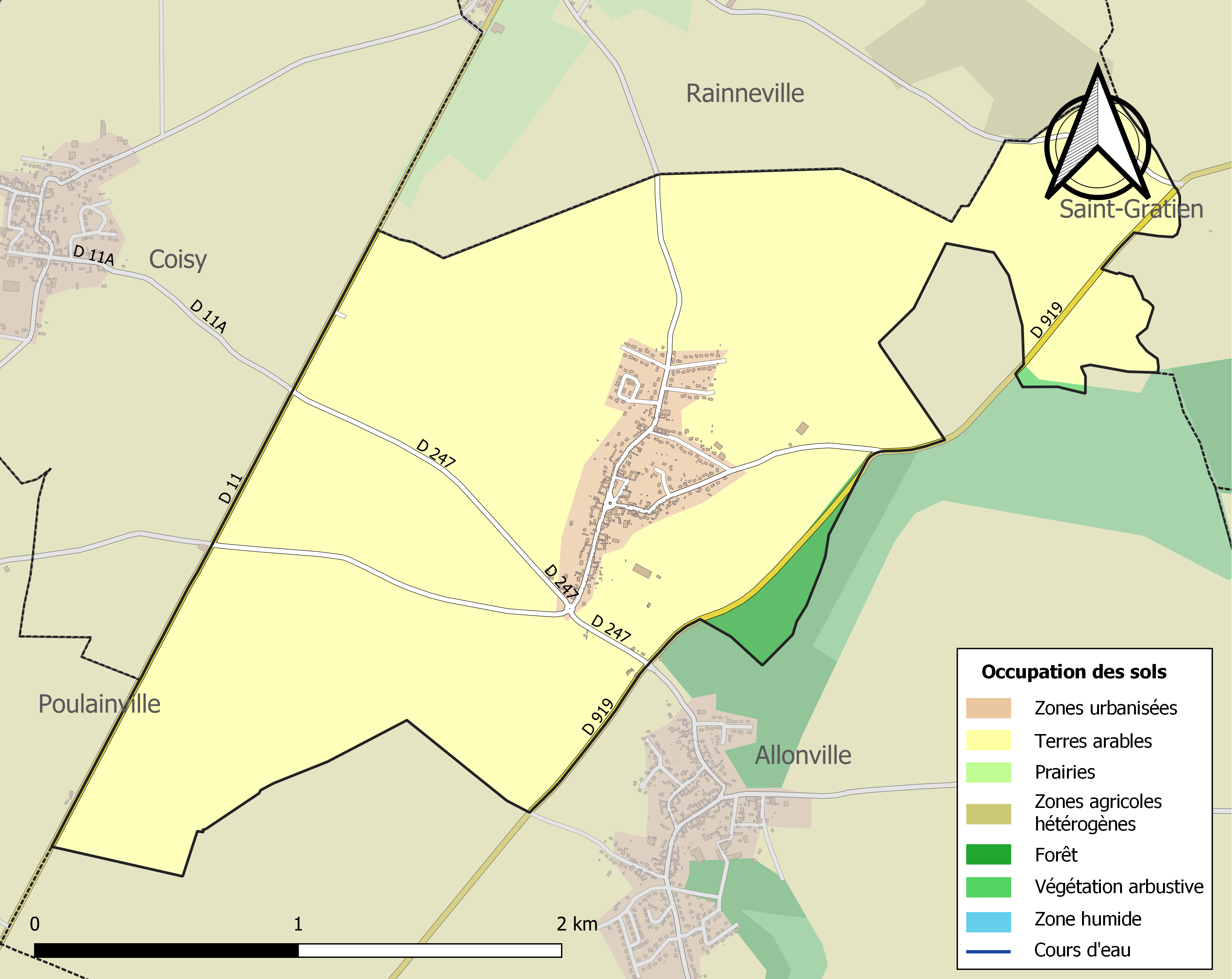
Carte des infrastructures et de l'occupation des sols de la commune en 2018 (CLC).

### Morphologie urbaine
Le centre du village est constitué par la place de l'Église, jadis dotée d'une mare. Cette place en partie plantée d'arbres servait aux jeux traditionnels : jeux de tamis, de paume et pelote.

### Voies de communication et transports
Le village, à l'habitat groupé, est desservi par l'ex-RN 319 (actuelle route départementale 919).
En 2025, la localité est desservie par la ligne n°736 du réseau interurbain Trans'80 Hauts-de-France et par la ligne de transport a la demande R66 du réseau Ametis

## Toponymie

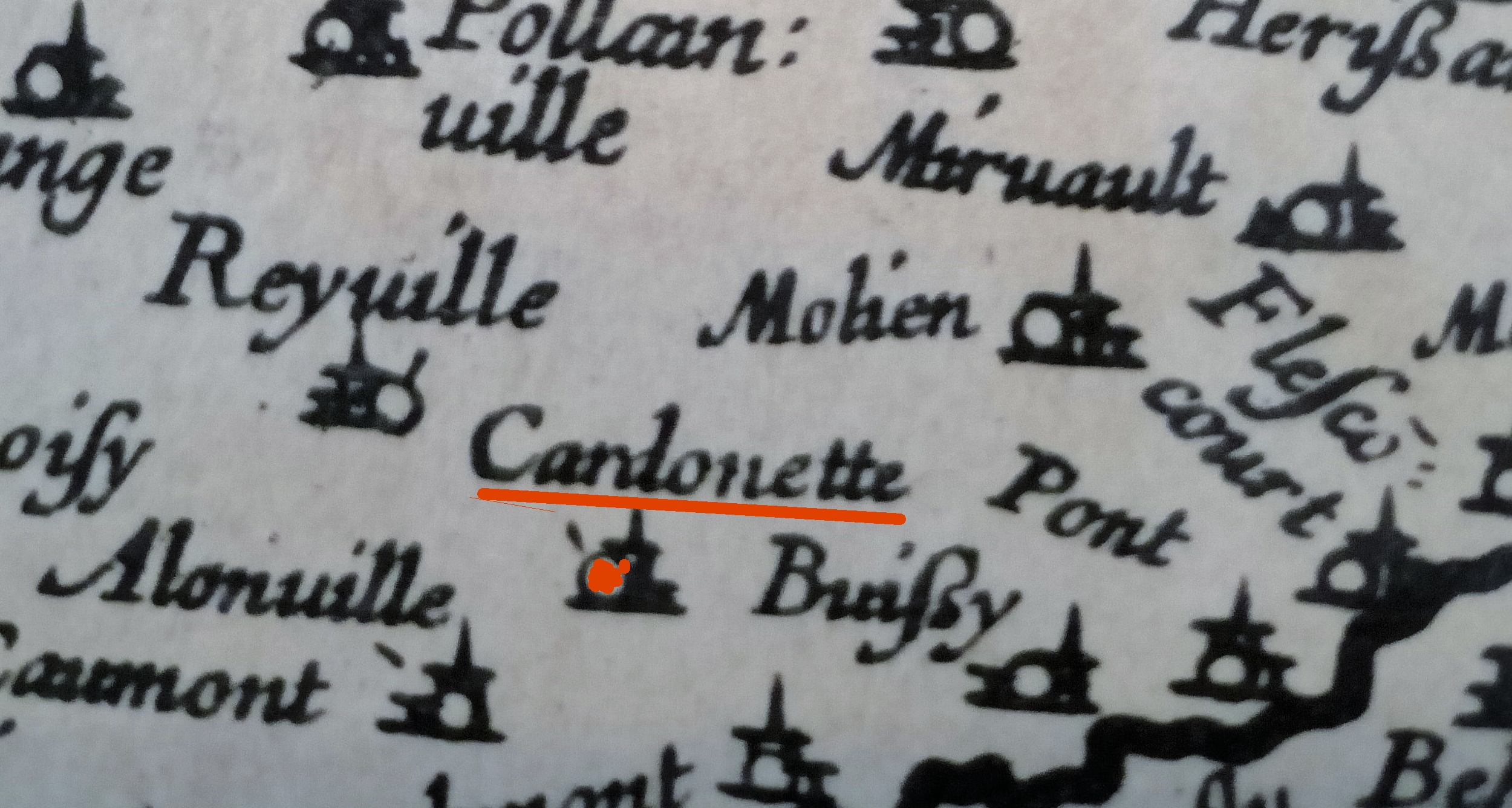
Carte de la Picardie de 1620 - Cardonette.

Le village est mentionné dès 1279 sous le nom de Cardonnelle, Le Cardonnete en 1300 ; Cardonnette en 1300 ; La Cardonnette en 1567 ; Cardonette en 1579 ; La Cardonete en 1701 ; Cardonnet en 1753.
Nom donné aux terres délaissées en grande partie par la culture et qui n'avaient d'autre parure que des chardons. Attraction de cardonnette « artichaut sauvage , chardonneret », espèce d'artichaut , dont la fleur servait à faire cailler le lait.

## Histoire
Au Moyen Âge, la seigneurie de Cardonnette, qui relevait de Picquigny, se divisait en deux parties : l'une appartenait au chapitre de la collégiale Saint-Martin de Picquigny, l'autre à un seigneur laïc, dont le plus anciennement connu est Adam de Cardonnette (en 1222).
Cette seigneurie passa en mains illustres à la fin de l'Ancien Régime : appartenant tout d'abord à la famille de Saveuse au XVIIe siècle, elle passa ensuite par mariage dans la maison de Montmorency, puis de Lorraine.
L'ensemble du village date des XIXe et XXe siècles, y compris l'église, reconstruite en 1895 par Émile Ricquier. L'habitat regroupé au village est sans doute lié à la rareté de l'eau, qui poussa à la création de mares et de puits communaux tout au long du XIXe siècle : il existait cinq mares en 1884 (toutes comblées aujourd'hui), deux puits avaient été creusés en 1819 et un troisième le fut en 1843.

## Politique et administration
De 1790 à 1801, la commune relève de l'administration et de la justice de paix du canton de Querrieux.
En l'an VII et jusqu'au 10 germinal de l'an VIII (30 mars 1800), tous les mariages civils du canton, sont prononcés au chef-lieu, conformément à l'article IV de la Loy du 13 fructidor de l'an VI (30 août 1798).

### Rattachements administratifs et électoraux
La commune se trouve dans l'arrondissement d'Amiens du département de la Somme (département). Pour l'élection des députés, elle fait partie depuis 2012 de la quatrième circonscription de la Somme.
Après avoir été rattachée au canton de Querrieux de 1793 à 1801, la commune intègre cette année-là le canton de Villers-Bocage. Dans le cadre du redécoupage cantonal de 2014 en France, elle fait désormais partie du canton d'Amiens-2.

### Intercommunalité
La commune était membre de la communauté de communes Bocage Hallue, créée fin 1999.
Dans le cadre des dispositions de la loi portant nouvelle organisation territoriale de la République du 7 août 2015, qui prévoit que les établissements publics de coopération intercommunale (EPCI) à fiscalité propre doivent avoir un minimum de 15 000 habitants, la préfète de la Somme propose en octobre 2015 un projet de nouveau schéma départemental de coopération intercommunale (SDCI) qui prévoit la réduction de 28 à 16 du nombre des intercommunalités à fiscalité propre du Département.
Ce projet prévoyait la « fusion des communautés de communes du Bernavillois, du Doullennais et de Bocage Hallue », le nouvel ensemble de 34 661 habitants regroupant 70 communes. À la suite de l'avis favorable du Doullennais, du Bernavillois, de l'avis défavorable de Bocage-Hallue (dont une partie des communes souhaitait rejoindre la communauté d'agglomération Amiens Métropole), la commission départementale de coopération intercommunale donne un avis favorable à la fusion en mars 2016,.
Celle-ci intervient le 1er janvier 2017, créant la communauté de communes du Territoire Nord Picardie à laquelle la commune se retrouve intégrée en 2017, contre son gré.
Elle obtient de la quitter pour intégrer la communauté d'agglomération dénommée Amiens métropole le 1er janvier 2018,,,.

### Liste des maires
| Période                                  | Période                      | Identité             | Étiquette | Qualité                        |
| ---------------------------------------- | ---------------------------- | -------------------- | --------- | ------------------------------ |
| Les données manquantes sont à compléter. |                              |                      |           |                                |
| mars 1995                                | 2014                         | Jean-Marc Verscheure |           | Agriculteur                    |
| 2014                                     | mai 2018                     | Laurent Marfaux      |           | Décédé en fonction             |
| août 2018                                | En cours (au 1 janvier 2024) | Hubert Taufour       |           | Réélu pour le mandat 2020-2026 |

## Population et société

### Démographie
L'évolution du nombre d'habitants est connue à travers les recensements de la population effectués dans la commune depuis 1793. Pour les communes de moins de 10 000 habitants, une enquête de recensement portant sur toute la population est réalisée tous les cinq ans, les populations de référence des années intermédiaires étant quant à elles estimées par interpolation ou extrapolation. Pour la commune, le premier recensement exhaustif entrant dans le cadre du nouveau dispositif a été réalisé en 2006.

En 2022, la commune comptait 514 habitants, en évolution de +2,39 % par rapport à 2016 (Somme : −1,26 %, France hors Mayotte : +2,11 %).
| 1793 | 1800 | 1806 | 1821 | 1831 | 1836 | 1841 | 1846 | 1851 |
| ---- | ---- | ---- | ---- | ---- | ---- | ---- | ---- | ---- |
| 300  | 304  | 318  | 376  | 418  | 410  | 411  | 400  | 380  |

| 1856 | 1861 | 1866 | 1872 | 1876 | 1881 | 1886 | 1891 | 1896 |
| ---- | ---- | ---- | ---- | ---- | ---- | ---- | ---- | ---- |
| 387  | 369  | 357  | 324  | 325  | 327  | 288  | 282  | 248  |

| 1901 | 1906 | 1911 | 1921 | 1926 | 1931 | 1936 | 1946 | 1954 |
| ---- | ---- | ---- | ---- | ---- | ---- | ---- | ---- | ---- |
| 248  | 243  | 205  | 190  | 194  | 174  | 159  | 167  | 151  |

| 1962 | 1968 | 1975 | 1982 | 1990 | 1999 | 2006 | 2011 | 2016 |
| ---- | ---- | ---- | ---- | ---- | ---- | ---- | ---- | ---- |
| 167  | 213  | 275  | 408  | 458  | 417  | 430  | 454  | 502  |

| 2021 | 2022 | - | - | - | - | - | - | - |
| ---- | ---- | - | - | - | - | - | - | - |
| 522  | 514  | - | - | - | - | - | - | - |

### Enseignement
En 2017 et depuis plusieurs années, les enfants de Cardonnette sont scolarisés au sein du regroupement pédagogique avec l'école de Beauvoir, à Rainneville,.
Le regroupement pédagogique concentré (RPC) de Beauvoir associe les villages de Cardonnette, Coisy, Molliens-au-Bois et Rainneville. Il compte environ 175 élèves répartis de la petite section de maternelle au CM2.

### Culture
La commune dispose d'une médiathèque de 5 000 ouvrages, transférée dans les locaux de l'ancienne école en 2017. Elle est fréquentée par  260 lecteurs inscrits dont 150 actifs, chiffre important pour un village d'environ 500 habitants, mais dont l'équipement rayonne sur les villages voisins.

## Culture locale et patrimoine

### Lieux et monuments
- Par la photographie aérienne, l'archéologue Roger Agache a révélé la position d'une importante villa gallo-romaine au lieu cadastré « L'Herblet », sur la route de Saint-Gratien[42].
- L'église Saint-Vaast

L'église, vouée à saint Vast, a été inaugurée en 1895 sur des plans de l'architecte Émile Ricquier, l'architecte du cirque Jules-Verne, de l'hôpital Pinel ou de l'horloge Dewailly à Amiens,.
La construction en briques est d'architecture éclectique néo-roman et néo-byzantin, avec quelques éléments qui semblent être empruntés à l'art islamique, comme les motifs ajourés, sortes de dentelle sculptée dans la partie inférieure du clocher. Par ailleurs, les effets de polychromie, obtenus par le jeu des briques rouges et beiges et les décors géométriques et floraux dans l'appareillage des murs, confèrent à l'ensemble un style tout à fait oriental.
Des opérations de rénovation ont été réalisées par l'organisation de chantiers de bénévoles : association Concordia de 2003 à 2008.
- Le presbytère, 6 place de l'Église, de 1859, édifié par l'entrepreneur amiénois Aimable Lemaire, sur les plans dressés en juin 1859 par A. Pointar (inspecteur voyer de la ville d'Amiens)[45].
- Le village possède deux croix en fonte datées : l'une de 1852 (au coin de la rue d'Artois et de la rue de Picardie) , l'autre de 1849 (érigée lors d'une épidémie de choléra, à l'entrée du village)[16].
- Cimetière communal, qui existait à cet emplacement en 1861, a été étendu en 1888. Il s'étend à flanc de coteau, à la sortie du village et s'organise autour d'une allée centrale montant jusqu'à la tombe de l'abbé Delucheux, ancien curé de Cardonnette décédé en 1897, près de laquelle s'élève une grande croix en fonte sur socle de grès[46].
- Le village  présente d'intéressants témoignages de l'architecture rurale picarde, aussi bien pour les constructions en torchis (5 logis et 3 granges) que pour les bâtiments en brique (4 logis, 3 granges). On notera la présence d'un pigeonnier-étable en brique, daté 1903, avec son épi de faîtage en forme de pigeon (14 rue de Normandie). Quelques bâtiments ont conservé des tuiles faîtières denticulées (granges aux n°11 et n°7 place de l'Église, étable au 18 rue de Flandre). Certaines granges présentent de beaux linteaux de bois (notamment 11, place de l'Église et 2, rue de Flandre)[47], parmi lesquelles la ferme du 20 rue de Flandre, édifiée en 1877, est représentative des fermes picardes traditionnelles[48].

### Héraldique
| Blason de Cardonnette | Blason  | D'argent à la fleur de chardon feuillée de deux pièces de sinople. |
| Blason de Cardonnette | Détails | Armes parlantes. Le statut officiel du blason reste à déterminer.  |